# 털이슬
털이슬(Circaea mollis)은 한반도 각처 산의 숲 속에 나는 여러해살이풀로 높이 40-50cm이다. 전체에 구부러진 가는 털이 있다. 잎은 마주나며, 좁은 난형, 길이 5-10cm, 끝이 뾰족하고, 가는 털이 퍼져 나며, 가장자리에 얕은 톱니가 있고, 잎자루가 있다. 꽃은 흰색, 줄기 끝이나 잎겨드랑이에 총상꽃차례로 달리고, 꽃차례의 길이는 15cm, 털이 없거나 가는 털이 있으며, 꽃받침 2장, 꽃잎 2장으로 끝이 오목하게 들어가 있다. 열매는 도란상 구형이며 4개의 홈이 있고, 끝이 구부러진 털이 밀생한다. 쇠털이슬(Circaea cordata)과 비슷하나 전체에 털이 적고, 잎은 좁은 난형인 점이 다르다.